# Neotantra

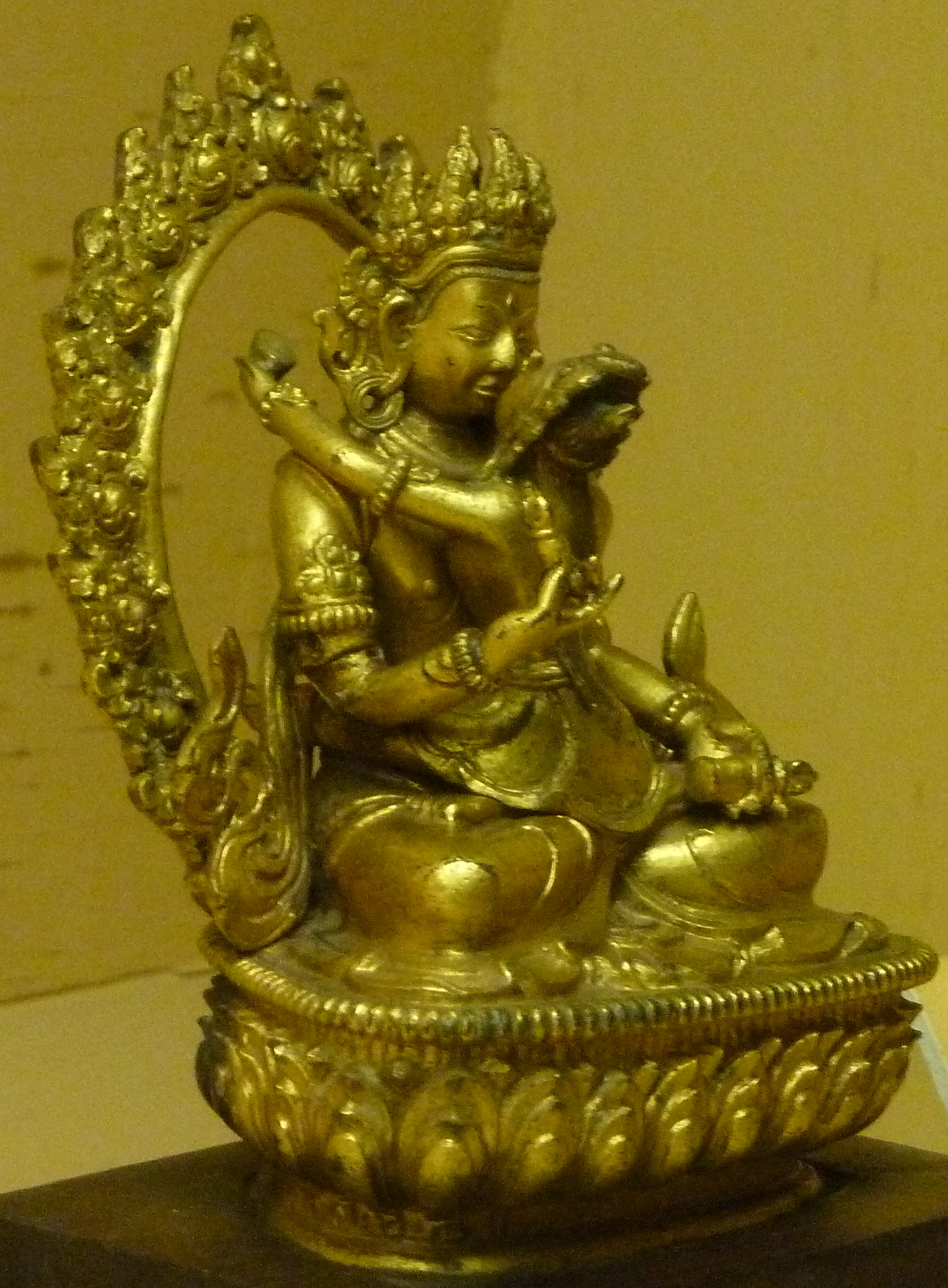
Padmasambhava in yam-yum

Neotantra, Navatantra (em sânscrito: नव, nava "novo") Nos Anos 60, Osho desenvolveu e publicou uma nova compreensão do Tantra ao qual deu o nome de NeoTantra. Rapidamente essa nova visão espalhou-se pelo mundo e chegou também ao Brasil, dando base para que diversos grupos de NeoTantra se consolidassem espalhados pelo território nacional. Osho desencarnou em 1990 e seu magnífico trabalho permanece difundido por diversas escolas atuais.
Ao desenvolver o NeoTantra Osho baseou-se no antigo livro “Vigyan Bhairav Tantra”, que significa “O Método ou técnica para experimentar o estado transcendental da consciência”. O livro dos Segredos apresenta 112 técnicas diferentes de meditação e dinâmicas explicadas, especialmente voltadas para o homem ocidental, destituídas de dogmas, ritualismos ou intenções mágicas e esotéricas. Sua abordagem é prática, com uma roupagem terapêutica.
NeoTantra é a abordagem mais difundida atualmente porque se adaptou muito bem às condições e necessidades do homem moderno, que busca um caminho rápido e eficiente para o seu desenvolvimento pessoal. NeoTantra auxilia as pessoas a ressignificar seus traumas, neuroses, compulsões e outras influências negativas que interferem e afetam o comportamento humano.
Com as meditações sociais atualizadas, a pessoa encontra um sólido ponto de equilíbrio e as condições para superar os seus conflitos, ajustando-se dentro de um centramento comportamental que o trabalho proporciona.
Importante salientar que NeoTantra não é uma religião, podendo ser compreendida como filosofia e ciência comportamental; possui ensinamentos, práticas e técnicas que reajustam a pessoa em seus planos físico, mental, emocional e energético, de forma integrada.